# 비안초등학교
비안초등학교(比安初等學校)는 대한민국 경상북도 의성군 비안면 이두리에 있는 공립 초등학교이다.

## 학교 연혁
- 1949년 10월 1일 : 이두국민학교 개교
- 1981년 3월 6일 : 이두국민학교 병설유치원 개원
- 1996년 3월 1일 : 이두초등학교 개편
- 1997년 12월 31일 : 교육부 장관 표창 - 교육실적 우수교
- 1999년 9월 1일 : 비안초등학교, 쌍계초등학교 분교장 격하 편입
- 2000년 3월 1일 : 쌍계분교장 폐교 및 분산 통폐합[1]
- 2004년 10월 15일 : 군지정 과학교육 시범학교 운영
- 2005년 3월 1일 : 병설유치원 휴원
- 2008년 3월 1일 : 비안분교장 폐교 및 본교 통폐합, 병설유치원 폐원
- 2013년 9월 1일 : 제22대 김대재 교장 부임
- 2014년 2월 14일 : 제61회 졸업식(누계 3,448명)
- 2017년 3월 1일 : 쌍호초등학교 분교장 격하 편입
- 2019년 3월 1일 : 쌍호분교장 폐교 및 본교 통폐합
- 2022년 3월 1일 : 비안초등학교 개칭